# Bertil Creutzer
Ragnar Bertil Creutzer, född 19 oktober 1918 i Arboga stadsförsamling i Västmanlands län, död 13 augusti 1987 i Karlstads domkyrkoförsamling i Värmlands län, var en svensk militär.
Creutzer avlade officersexamen vid Kungliga Krigsskolan 1940 och utnämndes samma år till fänrik vid Gotlands artillerikår. Han gick Högre kursen vid Artilleri- och ingenjörhögskolan 1945–1947 och befordrades till kapten i Generalstabskåren 1949. År 1958 befordrades han till major, varefter han var stabschef i VII. militärområdet 1961–1964, befordrad till överstelöjtnant 1963. Åren 1959–1962 var han sekreterare i 1954 års utredning rörande totalförsvarets personalbehov, varpå han 1964–1966 var utredare för inskrivning och personalredovisning vid krigsmakten. År 1965 befordrades han till överste. Han var chef för Centrala värnpliktsbyrån 1966–1968 och chef för Värnpliktsverket 1968–1983. Han befordrades till generalmajor 1974 och inträdde i reserven 1983.
Bertil Creutzer invaldes 1970 som ledamot av Kungliga Krigsvetenskapsakademien.